# Saint-Baudel
Saint-Baudel – miejscowość i gmina we Francji, w Regionie Centralnym, w departamencie Cher.
Według danych na rok 1990 gminę zamieszkiwały 263 osoby, a gęstość zaludnienia wynosiła 9 osób/km² (wśród 1842 gmin Regionu Centralnego Saint-Baudel plasuje się na 878. miejscu pod względem liczby ludności, natomiast pod względem powierzchni na miejscu 358.).